# Selección de béisbol de Nicaragua
La Selección de béisbol de Nicaragua es el equipo que representa a Nicaragua en torneos internacionales de béisbol.
La Selección "pinolera" ha participado en todas las competencias internacionales de Béisbol Profesional y amateur considerándose una selección mundialista en todas las categorías.

## Resultados generales
| Competición                                | PJ | PG | PP | CF  | CC  |
| ------------------------------------------ | -- | -- | -- | --- | --- |
| Clásico Mundial de Béisbol                 | 4  | 0  | 4  | 4   | 22  |
| Juegos Olímpicos                           | 9  | 4  | 5  | 48  | 48  |
| Copa Mundial de Béisbol                    | -  | -  | -  | -   | -   |
| Juegos Panamericanos                       | 83 | 42 | 41 | 344 | 381 |
| Juegos Centroamericanos y del Caribe       | -  | -  | -  | -   | -   |
| Clasificatorias Clásico Mundial de Béisbol | 10 | 5  | 5  | 38  | 57  |
| Juegos del Alba                            | -  | -  | -  | -   | -   |
| Total oficiales                            | -  | -  | -  | -   | -   |

### Clásico Mundial de Béisbol
| Edición       | Resultado    | Posición     | PJ           | PG           | PP           | CF           | CC           |              |
| ------------- | ------------ | ------------ | ------------ | ------------ | ------------ | ------------ | ------------ | ------------ |
| 2006 Detalles | No participó | No participó | No participó | No participó | No participó | No participó | No participó | No participó |
| 2009 Detalles | No participó | No participó | No participó | No participó | No participó | No participó | No participó | No participó |
| 2013 Detalles | No clasificó | No clasificó | No clasificó | No clasificó | No clasificó | No clasificó | No clasificó | No clasificó |
| 2017 Detalles | No clasificó | No clasificó | No clasificó | No clasificó | No clasificó | No clasificó | No clasificó | No clasificó |
| 2023 Detalles | Ronda 1      | 19.º         | 4            | 0            | 4            | 4            | 22           |              |
| Total         | 1/5          | 19.º         | 4            | 0            | 4            | 4            | 22           |              |

### Clasificatorias para el Clásico Mundial de Béisbol
| Edición       | Resultado    | Posición     | PJ | PG | PP | CF | CC |
| ------------- | ------------ | ------------ | -- | -- | -- | -- | -- |
| 2012 Detalles | No clasificó | No clasificó | 2  | 0  | 2  | 3  | 14 |
| 2016 Detalles | No clasificó | No clasificó | 4  | 2  | 2  | 13 | 33 |
| 2022 Detalles | Clasificó    | Clasificó    | 4  | 3  | 1  | 22 | 10 |
| 2025 Detalles | Clasificó    | Clasificó    | 3  | 3  | 0  | 10 | 2  |
| Total         | 4/4          | -            | 13 | 8  | 5  | 48 | 59 |

### Béisbol en los Juegos Olímpicos
| Año                 | Ronda                          | Posición                       | PJ                             | PG                             | PP                             | CF                             | CC                             |                                |
| ------------------- | ------------------------------ | ------------------------------ | ------------------------------ | ------------------------------ | ------------------------------ | ------------------------------ | ------------------------------ | ------------------------------ |
| Tokio 1964          | Deporte de demostración        | Deporte de demostración        | Deporte de demostración        | Deporte de demostración        | Deporte de demostración        | Deporte de demostración        | Deporte de demostración        | Deporte de demostración        |
| México 1968         | No hubo competición de béisbol | No hubo competición de béisbol | No hubo competición de béisbol | No hubo competición de béisbol | No hubo competición de béisbol | No hubo competición de béisbol | No hubo competición de béisbol | No hubo competición de béisbol |
| Múnich 1972         | No hubo competición de béisbol | No hubo competición de béisbol | No hubo competición de béisbol | No hubo competición de béisbol | No hubo competición de béisbol | No hubo competición de béisbol | No hubo competición de béisbol | No hubo competición de béisbol |
| Moscú 1980          | No hubo competición de béisbol | No hubo competición de béisbol | No hubo competición de béisbol | No hubo competición de béisbol | No hubo competición de béisbol | No hubo competición de béisbol | No hubo competición de béisbol | No hubo competición de béisbol |
| Los Ángeles 1984    | Deporte de demostración        | Deporte de demostración        | Deporte de demostración        | Deporte de demostración        | Deporte de demostración        | Deporte de demostración        | Deporte de demostración        | Deporte de demostración        |
| Seúl 1988           | Deporte de demostración        | Deporte de demostración        | Deporte de demostración        | Deporte de demostración        | Deporte de demostración        | Deporte de demostración        | Deporte de demostración        | Deporte de demostración        |
| Barcelona 1992      | No participó                   | No participó                   | No participó                   | No participó                   | No participó                   | No participó                   | No participó                   | No participó                   |
| Atlanta 1996        | Cuarto lugar                   | 4.º                            | 9                              | 4                              | 5                              | 48                             | 48                             |                                |
| Sídney 2000         | No clasificó                   | No clasificó                   | No clasificó                   | No clasificó                   | No clasificó                   | No clasificó                   | No clasificó                   | No clasificó                   |
| Atenas 2004         | No clasificó                   | No clasificó                   | No clasificó                   | No clasificó                   | No clasificó                   | No clasificó                   | No clasificó                   | No clasificó                   |
| Pekín 2008          | No clasificó                   | No clasificó                   | No clasificó                   | No clasificó                   | No clasificó                   | No clasificó                   | No clasificó                   | No clasificó                   |
| Londres 2012        | No hubo competición de béisbol | No hubo competición de béisbol | No hubo competición de béisbol | No hubo competición de béisbol | No hubo competición de béisbol | No hubo competición de béisbol | No hubo competición de béisbol | No hubo competición de béisbol |
| Río de Janeiro 2016 | No hubo competición de béisbol | No hubo competición de béisbol | No hubo competición de béisbol | No hubo competición de béisbol | No hubo competición de béisbol | No hubo competición de béisbol | No hubo competición de béisbol | No hubo competición de béisbol |
| Tokio 2020          | No clasificó                   | No clasificó                   | No clasificó                   | No clasificó                   | No clasificó                   | No clasificó                   | No clasificó                   | No clasificó                   |
| Total               | 1/6                            | 4°                             | 9                              | 4                              | 5                              | 48                             | 48                             |                                |

### Béisbol en los Juegos Panamericanos
| Año                | Ronda         | Posición     | PJ           | PG           | PP           | PE           | CF           | CC           |              |
| ------------------ | ------------- | ------------ | ------------ | ------------ | ------------ | ------------ | ------------ | ------------ | ------------ |
| Buenos Aires 1951  | Cuarto lugar  | 4°           | 7            | 4            | 3            | -            | 52           | 32           |              |
| México 1955        | No participó  | No participó | No participó | No participó | No participó | No participó | No participó | No participó | No participó |
| Chicago 1959       | Ronda única   | 7°           | 6            | 2            | 4            | -            | 26           | 44           |              |
| São Paulo 1963     | No participó  | No participó | No participó | No participó | No participó | No participó | No participó | No participó | No participó |
| Winnipeg 1967      | No participó  | No participó | No participó | No participó | No participó | No participó | No participó | No participó | No participó |
| Cali 1971          | Ronda única   | 8.º          | 8            | 3            | 5            | -            | -            | -            |              |
| México 1975        | No participó  | No participó | No participó | No participó | No participó | No participó | No participó | No participó | No participó |
| San Juan 1979      | No participó  | No participó | No participó | No participó | No participó | No participó | No participó | No participó | No participó |
| Caracas 1983       | Subcampeón    | 2°           | 11           | 7            | 4            | -            | 55           | 63           |              |
| Indianápolis 1987  | Primera Ronda | 5°           | 7            | 3            | 4            | -            | 33           | 58           |              |
| La Habana 1991     | Primera Ronda | 5.º          | 8            | 4            | 4            | -            | 51           | 36           |              |
| Mar Del Plata 1995 | Subcampeón    | 2°           | 9            | 6            | 3            | -            | 36           | 35           |              |
| Winnipeg 1999      | Primera Ronda | 5.º          | 4            | 2            | 2            | -            | 12           | 16           |              |
| Santo Domingo 2003 | Cuarto lugar  | 4°           | 7            | 5            | 2            | -            | 27           | 11           |              |
| Río 2007           | Tercer lugar  | 3°           | 4            | 2            | 2            | -            | 6            | 13           |              |
| Guadalajara 2011   | No participó  | No participó | No participó | No participó | No participó | No participó | No participó | No participó | No participó |
| Toronto 2015       | Primera Ronda | 6°           | 6            | 1            | 5            | -            | 22           | 43           |              |
| Lima 2019          | Cuarto lugar  | 4°           | 6            | 3            | 3            | -            | 24           | 30           |              |
| Santiago 2023      | No clasificó  | No clasificó | No clasificó | No clasificó | No clasificó | No clasificó | No clasificó | No clasificó |              |
| Total              | 13/19         | 4°           | 83           | 42           | 41           | -            | 344          | 381          |              |

### Béisbol en los Juegos Centroamericanos y del Caribe
| Año                | Ronda                | Posición     | PJ           | PG           | PP           | PE           | CF           | CC           |              |
| ------------------ | -------------------- | ------------ | ------------ | ------------ | ------------ | ------------ | ------------ | ------------ | ------------ |
| México 1926        | No participó         | No participó | No participó | No participó | No participó | No participó | No participó | No participó | No participó |
| La Habana 1930     | No participó         | No participó | No participó | No participó | No participó | No participó | No participó | No participó | No participó |
| San Salvador 1935  | Subcampeón           | 2°           | 9            | 4            | 4            | 1            | -            | -            |              |
| Panamá 1938        | Tercer lugar         | 3°           | 8            | 5            | 3            | -            | -            | -            |              |
| Barranquilla 1946  | No participó         | No participó | No participó | No participó | No participó | No participó | No participó | No participó | No participó |
| Guatemala 1950     | Cuarto lugar         | 4°           | 7            | 4            | 3            | -            | -            | -            |              |
| México 1954        | Cuarto lugar         | 4°           | 4            | 0            | 4            | -            | -            | -            |              |
| Caracas 1959       | No participó         | No participó | No participó | No participó | No participó | No participó | No participó | No participó | No participó |
| Kingston 1962      | No participó         | No participó | No participó | No participó | No participó | No participó | No participó | No participó | No participó |
| San Juan 1966      | No participó         | No participó | No participó | No participó | No participó | No participó | No participó | No participó | No participó |
| Panamá 1970        | Ronda única          | 8°           | 8            | 1            | 7            | -            | -            | -            |              |
| Santo Domingo 1974 | No participó         | No participó | No participó | No participó | No participó | No participó | No participó | No participó | No participó |
| Medellín 1978      | Subcampeón           | 2°           | 12           | 9            | 3            | -            | -            | -            |              |
| La Habana 1982     | Ronda única          | 6°           | 6            | 2            | 4            | -            | -            | -            |              |
| Santiago 1986      | Ronda única          | 5°           | 7            | 3            | 4            | -            | -            | -            |              |
| México 1990        | No participó         | No participó | No participó | No participó | No participó | No participó | No participó | No participó | No participó |
| Ponce 1993         | Cuarto lugar         | 4°           | 9            | 4            | 5            | -            | -            | -            |              |
| Maracaibo 1998     | Subcampeón           | 2°           | 5            | 4            | 1            | -            | -            | -            |              |
| San Salvador 2002  | Cuarto lugar         | 4°           | 7            | 4            | 3            | -            | -            | -            |              |
| Cartagena 2006     | Cuartos de final     | 6°           | 5            | 2            | 3            | -            | -            | -            |              |
| Mayagüez 2010      | Tercer lugar         | 3°           | 6            | 4            | 2            | -            | -            | -            |              |
| Veracruz 2014      | Segundo lugar        | 2°           | 5            | 3            | 2            | -            | -            | -            |              |
| Barranquilla 2018  | Ronda de consolación | 5°           | 7            | 3            | 4            | -            | -            | -            |              |
| San Salvador 2023  | Primera ronda        | 6°           | 6            | 2            | 4            | -            | 17           | 31           |              |
| Total              | 16/24                | 4°           | 111          | 54           | 56           | 1            | -            | -            |              |

## Palmarés resumido
WBSC Premier 12
- Torneo Mundial Premier 12 de Béisbol: Sin Participación, no ha clasificado
  -  Medalla de oro: (0)
  -  Medalla de plata: (0).
  -  Medalla de bronce: (0).
  - Total = 0

WBSC 23
- Copa Mundial de Béisbol Sub-23 de 2024
- Medalla de oro: (0)
- Medalla de plata: (0)
- Medalla de bronce: (1)
- Total= 1

- Clásico Mundial de Béisbol: Clasificado al World Baseball Classic 2023'
  -  Medalla de oro: (0)
  -  Medalla de plata: (0).
  -  Medalla de bronce: (0).
  - Total = 0

- Serie Mundial de Béisbol Aficionado:
  -  Medalla de oro: (0)
  -  Medalla de plata: (5) 1939, 1940, 1973, 1974, 1990.
  -  Medalla de bronce: (5) 1947, 1953, 1971, 1972, 1998.
  - Total = 10

- Copa Intercontinental de Béisbol Aficionado:
  -  Medalla de oro: (0)
  -  Medalla de plata: (0)
  -  Medalla de bronce: (3) 1975, 1991, 1995.
  - Total = 3

- Juegos Olímpicos: 2 participaciones - Los Ángeles 1984 (Exhibición), Atlanta 1996
  -  Medalla de oro: (0)
  -  Medalla de plata: (0)
  -  Medalla de bronce: (0)
  - Total = 0

- Juegos Panamericanos:
  -  Medalla de oro: (0)
  -  Medalla de plata: (2) 1983, 1995.
  -  Medalla de bronce: (2) 2007, 2019.
  - Total = 4

- Juegos Centroamericanos y del Caribe:
  -  Medalla de oro: (0)
  -  Medalla de plata: (4) 1935, 1978, 1998, 2014.
  -  Medalla de bronce: (3) 1938, 1950, 2010.
  - Total = 7

- Juegos Centroamericanos:
  -  Medalla de oro: (7) 1977, 1986, 1994, 2001, 2006, 2013, 2017.
  -  Medalla de plata: (3) 1990, 1997, 2010.
  -  Medalla de bronce: (0).
  - Total = 10

## Ranking WBSC
El Ranking Mundial WBSC cuenta los puntos de todos los torneos autorizados en todos los grupos de edad durante un período de cuatro años.
El 28 de junio de 2021 y el 25 de septiembre de 2018 se ubicó en el puesto 12 del ranking mundial.
En septiembre de 2017, avanzó desde el puesto 15 al 13, en el escalafón mundial gracias al valioso empuje dado al béisbol menor (categorías sub-12, sub-15, sub-18, sub-23), en el que se han conseguido múltiples medallas en eventos internacionales a nivel mundial y panamericano.
El ranking de la WBSC empieza a contabilizar los puntos a partir del año 2012.
Para 2009, Nicaragua estaba en el puesto 21, muy por debajo incluso de varios países sin tradición beisbolista. 
Actualizada a noviembre 2023
| Año                    | marzo       | junio      | agosto      | septiembre | octubre    | noviembre | diciembre     |
| ---------------------- | ----------- | ---------- | ----------- | ---------- | ---------- | --------- | ------------- |
| 2012                   | -           | -          | -           | -          | -          | -         | 15.º (125.01) |
| 2013                   | -           | -          | -           | -          | -          | -         | -             |
| 2014                   | -           | -          | -           | -          | -          | -         | 16° (110.77)  |
| 2015                   | -           | -          | -           | -          | -          | -         | -             |
| 2016                   | -           | -          | -           | -          | -          | -         | 16.º (1267)   |
| 2017                   | -           | -          | -           | -          | -          | -         | -             |
| 2018                   | -           | -          | -           | 12° (1679) | -          | -         | 15.º (1237)   |
| 2019                   | -           | -          | -           | -          | -          | -         | 15.º (1389)   |
| 2020                   | 15.º (1509) | -          | -           | -          | -          | -         | -             |
| 2021                   | -           | 12° (1100) | 14.º (923)  | -          | -          | -         | 15.º (1060)   |
| 2022                   | -           | -          | -           | -          | -          | -         | 17.º (1117)   |
| 2023                   | 17° (1334)  | -          | 18.º (1088) | -          | 20.º (912) | 20° (912) | -             |
| Posición promedio: 15° |             |            |             |            |            |           |               |

- La última sumatoria de puntos abarca los torneos, avalados por la WBSC, en los que se haya competido en el periodo 2019-2023

- Mejor progreso : +4 (2016-2018).
- Peor progreso: -3 (2021).